# Mobilization
Mobilization — академический журнал, в котором публикуются оригинальные исследования и академические обзоры книг, посвящённых в основном социологическим исследованиям протестов, социальных движений и коллективного поведения. 
Журнал был основан в 1996 году Хэнком Джонстоном (Университет штата Калифорния в Сан-Диего). Джонстон редактировал журнал в течение одиннадцати лет, после чего его сменил Дэниел Дж. Майерс (Университет Нотр-Дам), а затем Рори Маквей (Университет Нотр-Дам). Во время работы Джонстона в качестве редактора журнал сначала перешёл с двух на три выпуска в год и, начиная с одиннадцатого тома, в итоге стал ежеквартальным журналом. Нынешним главным редактором является Нил Карен (Университет Северной Каролины в Чапел-Хилле).
В 2017 году журнал был отмечен Штефаном Бергером и Хольгером Нерином в их книге «История социальных движений в глобальной перспективе» как один из «основных академических журналов» в области исследований социальных движений, наряду с Social Movement Studies и Interface: A Journal for and About Social Movements с открытым доступом.
Согласно Journal Citation Reports, импакт-фактор журнала в 2019 году составил 1,327, что ставит его на 76-е место из 150 журналов в категории «Социология» и делает его вторым журналом по влиянию на исследования социальных движений после Social Movement Studies.